# 涙のオルフェ
「涙のオルフェ」（なみだのオルフェ）は、1968年12月10日にCBS・ソニーレコード（現：ソニー・ミュージックレーベルズ）から発売されたフォーリーブスの2枚目のシングルである。

## 収録曲
両曲共に作詞：寺山修司、作曲・編曲：鈴木邦彦
1. 涙のオルフェ
2. はじめてなんだ